# Bősze Péter (színművész)
Bősze Péter (született: Böhm Péter; Budapest, 1935. október 23. – Budapest, 2011. február 23.) magyar színész, előadóművész.

## Életpályája
Böhm családnéven született, nagyanyjának fürdőszoba-felszerelési üzlete volt a Király utcában. Az Budapest-Fasori Evangélikus Gimnáziumban érettségizett, itt az osztálytársai voltak többek között: Szuhay Balázs, Balogh Géza, Lengyel György és Léner Péter. 1957-ben az Országos Kamara Színháznál kezdte pályáját, ahol esztrád műsorokban szerepelt. 1961 februárjától Ruttkai Ottó színházigazgató és Orosz György rendező szerződtették Miskolcra. 
1977-ig a Miskolci Nemzeti Színház tagja volt. A város egyéb rendezvényein konferansziéként is fellépett. 1977-ben szerződött a Vidám Színpadhoz, 1983-tól pedig a Mikroszkóp Színpadon játszott. 2010-től haláláig a Verebes István vezette Kabaré 24 művésze volt.

## Ars poeticája
Fiatal művészként 1961-ben nyilatkozta, színészi példaképe Kabos Gyula, alakításaira utalva: 

„Minden komikumban rengeteg a tragédia”

## Színpadi szerepei

### Miskolci Nemzeti Színház
- Huszka Jenő: Mária főhadnagy... Monti, balettmester
- Fejes Endre: Rozsdatemető... Pincér
- Ábrahám Pál: Viktória... Mr. Axelblom
- Mikszáth Kálmán: A Noszty fiú esete Tóth Marival... Prímás
- Mikszáth Kálmán: Különös házasság... Második kanonok
- Szirmai Albert: Mágnás Miska... Gida gróf
- Jacques Offenbach: Szép Heléna... Philikomos, jós
- Georges Feydeau: Ki mint veti ágyát... Dr. Fumet, nyomozó
- Benedek András: A garabonciás... Böhönc
- Adujev: Dohányon vett kapitány... Keke, szakács
- William Shakespeare: Sok hűhó semmiért... Faszén
- William Shakespeare: A windsori víg nők... Mamlasz Péter
- William Shakespeare: Rómeó és Júlia... Péter
- William Shakespeare: Othello... Zenész
- Johann Strauss: A denevér... Dr. Blind, ügyvéd
- Franz von Suppé: Bocaccio... Könyvárus
- Lehár Ferenc: Luxemburg grófja... Lord Lanchester
- Karl Zeller: A madarász... Smekk bíró
- Petőfi Sándor: A helység kalapácsa... Rezes Péntek
- Lehár Ferenc: A víg özvegy... Vicomte Cascada
- Páskándi Géza: A rab kocsija és a kocsi rabja vagy röviden: A kocsi rabjai... 5. fegyenc
- Jaques Deval: A potyautas... Bardou
- Jacobi Viktor: Sybill... Borcsakov
- Karnauhova–Brauszevics: Mese a tűzpiros virágról... Tuskó, az erdő szelleme
- Dario Fo: Lopj kevesebbet!... Bolond
- Jaroslav Hašek: Svejk a hátországban... Blahnik, Blazsák, Diplomata és Rikkancs
- Kállai István: Segítség, nyertem!... Pusztadőry
- Leo Fall: Pompadour... Prunier, kocsmáros
- Nyugalom, a helyzet változatlan
- Zorin: A nagy karrier... Fiatal munkás
- Bródy Sándor: A tanítónő... Bérlő
- Ilf és Petrov: Tizenkét szék... Bezencsuk
- Molnár Ferenc: Liliom... A Hollunder fiú
- Kacsóh Pongrác: János vitéz... Bartolo
- Stendhal: Vörös és fekete... Kövér szeminarista
- Huszka Jenő: Gül Baba... Zülfikár, főeunuch
- Čapek: Harc a szalamandrákkal... Riporter
- Benatzky: Az esernyős király... Toulon
- Wilder: Hello, Dolly!... Stanley
- Ödön von Horváth: Mesél a bécsi erdő... Pemsl Richard, festő
- Fényes Szabolcs: Maya... O'Brienne
- Karinthy Ferenc: Budapesti tavasz... Főhadnagy
- Eisemann Mihály: Anna-bál... Oszkár
- Kisch: Az ellopott város... Haschile, tarhás
- Szűcs György: Elveszem a feleségem... Pincér
- Millöcker: A koldusdiák... Piffke, börtönőr
- Kardos György: Krisztina kisasszony... Gerald, francia őr
- Jacobi Viktor: Leányvásár... Jefferson
- Gádor Béla: Lyuk az életrajzon... Szakács
- Csiky Gergely: Mákvirágok... Bolti szolga
- Kálmán Imre: Csárdáskirálynő... Báró
- Kálmán Imre: Marica grófnő... Patikus
- Kálmán Imre: Ördöglovas... Woyna főhadnagy
- Kálmán Imre: Montmartre-i ibolya... Páholyos
- Jékely Zoltán: Mátyás király juhásza... Burkus király
- Haán Endre–Szekeres Ilona: Mesefa virága... Udvari bolond
- Arthur Miller: Pillantás a hídról... Louis
- Franz és Péter Schönthan: A szabin nők elrablása... Kobák, iskolaszolga
- Ben Jonson: Volpone... Nano
- Caragiale: Zűrzavaros éjszaka... Spiridon

### Vidám Színpad
- Nóti Károly: Nyitott ablak... Sramek
- Horníček: Két férfi sakkban... Giacomo katonája
- Vaszary Gábor: Bubus... Lukács
- Luigi Pirandello: Velencei kékszakáll... Első kártyás
- Meddig lehet elmenni?
- Nyomjuk a 'sóder'-t?!
- Konsztantyinov: Segítség, válunk!... Tenorista
- Kaufmann: Így élni jó... Henderson, tisztviselő
- Micsoda cirkusz
- Ide figyeljenek, emberek!

### Mikroszkóp Színpad
- Döbrentey Ildikó: Banyatanya... Cuki
- Döbrentey Ildikó: Motoszkák... Ősbagoly
- Felettünk a béka
- Előttünk a vízözön
- Jó párt holtig tanul
- Kiló a lóláb
- Bevétel erősíti a szabályt
- Minden nagyon szép, minden nagyon jó!
- Micsuda kabaré
- Zsarukabaré
- Mindenki mindenkivel
- Kiskegyed Kabaré
- Valami változik
- Vesszük a lapot
- Az állam is felkopik
- Romkabaré
- Bal? Jobb? Bal!!
- Nyerünk vagy nyelünk
- Vigyázz Nato, jön a magyar!
- Kihajolni veszélyes!
- Zsebrepacsi
- Kelet ez nekünk?
- Közös bűn-nek túros a háta
- Leggyengébb láncszemek
- Ügynökök kíméljenek!
- A tenor háza
- A Mikroszkóp fantomja
- Ádám és Éva
- Magasztár?
- Csak semmi duma!
- Hogy volt?
- Mikor lesz elegünk?
- Le vagytok szavazva!
- Röhej az egész
- Valakit visz a vicc
- Balfék! Jobbra át!
- Kabaré retro

## Filmjei

### Játékfilmek
- Vörös vurstli (1988)[8]
- A miniszter félrelép (1997) – Recepciós

### Tévéfilmek
- Zenés TV Színház (1979-1986)

- Maya (1979)
- Gül Baba (1986)
- Családi kör (1980)
- Buborékok (1983)
- Ez még semmi (1983)
- Két férfi az ágy alatt (1983)
- Kismaszat és a Gézengúzok (1984)
- Rafinált bűnösök (1984)[9]
- Krőzusopera (1989)
- Wish You Were Here 1-6. (1990) – Férfi a vonaton
- Privát kopó 1-6. (1992) – Kundra úr
- 40 Millió (1994) – Naci bácsi
- Aranyoskáim (1996)
- Tűzvonalban (2008) – Gondnok
- Salamon Béla-est

## Szinkronszerepei

### Filmek
| Év   | Cím                | Szereplő    | Színész     | Szinkron év |
| ---- | ------------------ | ----------- | ----------- | ----------- |
| 1972 | Kabaré             | Herr Ludwig | Ralf Wolter | 1987        |
| 1973 | Egy kis előkelőség | N/A         | N/A         | 1980        |

### Pluto-sorozat[10]
| Év   | Cím                                  | Szereplő              | Szinkronhang  | Szinkron év |
| ---- | ------------------------------------ | --------------------- | ------------- | ----------- |
| 1943 | Pluto és a tatu (1. magyar szinkron) | Reptéri hangosbemondó | N/A           | 1987        |
| 1947 | Pluto, a postás (1. magyar szinkron) | Előőrs                | Erdman Penner | 1987        |